# Macroglossum nubilum
Macroglossum nubilum là một loài bướm đêm thuộc họ Sphingidae, chi Macroglossum.